# ハマデラソウ
ハマデラソウ（浜寺草、学名：Froelichia gracilis）は、ヒユ科の一年生植物。

## 分布
北アメリカ南部を原産地とする。
日本（大阪府、兵庫県）に外来種として移入分布する。1932年頃に大阪府堺市の浜寺海岸で初めて発見され、和名も発見地に由来する。1958年頃には海岸が埋め立てられるなどで環境が変化し、野生のハマデラソウは当地から姿を消した。後に堺市に隣接する高石市と泉大津市の海岸付近で発見された。地元浜寺の名が付いている植物なので、堺市の植物同好会が、1986年に「ハマデラソウを守る会」を設立し、浜寺地区の児童生徒とともに保護・育成活動を行っている。

## 特徴
草丈40cm。全体的に白い毛が多くみられ、特に葉の裏には密生している。夏から秋にかけて花を咲かせる。

## 外来種問題
日本では在来種や生態系への影響はよくわかっていない。